# Fjord des Portes Noires
Le fjord des Portes Noires est un bras de mer marquant la séparation de la péninsule Rallier du Baty (à l'ouest) au sein de la Grande Terre (à l'est) sur les îles Kerguelen dans les Terres australes et antarctiques françaises. Il constitue le prolongement nord-ouest dans les terres de la baie de la Table.

## Géographie
Ce fjord constitue l'extension nord-ouest sur 8 km dans les terres de la baie de la Table, qui peut elle-même être considérée comme une partie de la baie d'Audierne, dont elle occupe la partie nord le long de la péninsule Gallieni.
Le fjord des Portes Noires est le déversoir de la rivière Chasles, alimentée principalement par le glacier Cook au nord et le petit glacier Chasles à l'ouest. À son débouché dans la baie de la Table, il est dominé par deux éminences qui, combinées, donnent l'aspect de « portes austères » auxquelles il doit depuis 1967 son nom : le Château Gaillard, culminant à 541 mètres et Les Sentinelles, sommets double à 530 et 554 m.